# Hanns Leo Reich

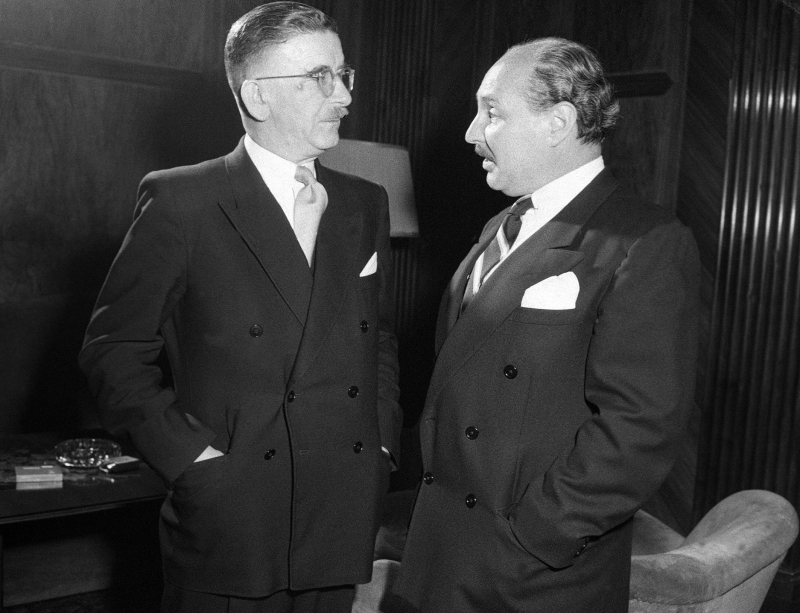
Hanns Leo Reich (rechts) mit Leopold Figl (1952)

Hanns Leo Reich (geboren 28. Juli 1902 in Wien, Österreich-Ungarn; gestorben 27. Dezember 1959 ebenda) war ein österreichischer Schauspieler, Drehbuchautor, Journalist und Schriftsteller. Er verfasste Gedichte, Erzählungen sowie Hörspiele.

## Leben
Reich war jüdischer Abstammung und besuchte Schulen in Wien und Brünn. In den 1920er Jahren war er in verschiedenen Filmproduktionen in Nebenrollen zu sehen, unter anderem 1927 als Marinus in Fritz Langs Metropolis. Er arbeitete als Journalist und veröffentlichte Artikel in Zeitschriften wie Arbeiterwille und in der Arbeiter-Zeitung. Nach Jahren in Wien, Brünn, Brüx, Meran und Berlin wanderte er 1935 in die USA aus. Dort arbeitete Reich als Drehbuchautor in Hollywood und schrieb für die Zeitschrift Austro-american Tribune. In Chicago war er für Radio Chicago tätig, für den Sender begründete und präsentierte er die Österreich-Stunde. Nach dem Zweiten Weltkrieg kehrte Reich Ende der 1940er Jahre in seine Heimat zurück. Ab 1956 leitete er das Landesreisebüro in Graz. Hanns Leo Reich starb 1959 in Wien.

## Filmografie
- 1925: Der Kampf gegen Berlin
- 1926: Metropolis

## Schriften (Auswahl)
- Der Mann der göttlichen Lydia Lane. Kriminalgroteske. Wien : Pfeffer, um 1930
- Schauspieler auf der Landstrasse. Gedichtband. Wien : Saturn, 1934
- Der Heimat zur Feier : Gedichte. Wien : Ergon, 1947
- Kramuri: Erlogenes und Erlebtes. Erzählung. Wien : Gerlach & Wiedling, 1950
- Das ist mein Wien: Notizen einer Sehnsucht. Chicago : Trans-Ocean Publishers, 1953
- Rund um Südamerika : heiter-besinnliche Notizen aus meinem Tagebuch. Chicago : Trans-Ocean Publ., 1956